# Мельников, Фёдор Николаевич
Фёдор Никола́евич Ме́льников (1885 — 1938) — революционер, активный участник Революций 1905-го и 1917-го годов в Москве. Партийный и хозяйственный деятель.

## Биография
Родился в 1885 году в деревне Рыбаки Бронницкого уезда Московской губернии (ныне Раменский район Московской области). Из рабочих.
Рабочий — работал на чаеразвесочной фабрике Губкина—Кузнецова. Член РСДРП с 1904 года.
Во время Революции 1905 года и Декабрьского вооруженного восстания в Москве участвовал в боях на Пресне. С 1907 — членом Рогожского райсовета. Затем находился в ссылке в Сибири.
После Февральской революции — член исполкома Рогожского райсовета. С августа 1917 года член боевой пятерки по созданию Красной гвардии района. Тогда же избран гласным районной Думы. В Октябрьские дни руководил отрядом красногвардейцев чаеразвесочной фабрики «Караван», участвовал в боях в Лефортове.
В 1918 году — член коллегии продовольственного отдела Моссовета. Был участником Гражданской войны, с 1919 года являлся политработником на Туркестанском фронте.
После — заведующий РКИ Рогожско-Симоновского района Москвы; с 1922 года — член бюро и заведующий оргoтделом райкома партии; в 1924—1925 председатель контрольной комиссии РК ВКП (б) и член партийной коллегии МКК. В 1925—1927 годах — директор фабрики Чаеуправления. В дальнейшем на хозяйственной работе.

## Память
В 1967 году 4-й Дубровский переулок в Москве переименован в улицу Мельникова.